# Kinsey (Montana)
Pour les articles homonymes, voir Kinsey.
Kinsey est un secteur non constitué en municipalité américain situé dans le comté de Custer au Montana.